# ماتسوبارا، اوساکا
ماتسوبارا در استان اوساکا در کشور ژاپن  واقع شده‌است  که دارای جمعیت ۱۲۵٬۲۷۴ نفر و مساحت ۱۶٫۶۶ کیلومتر مربع با تراکم جمعیت ۷٬۵۱۹  نفر در کیلومترمربع است و در تاریخ ۱ فوریه ۱۹۵۵ به عنوان شهر شناخته شد.